# Pratunam-Markt

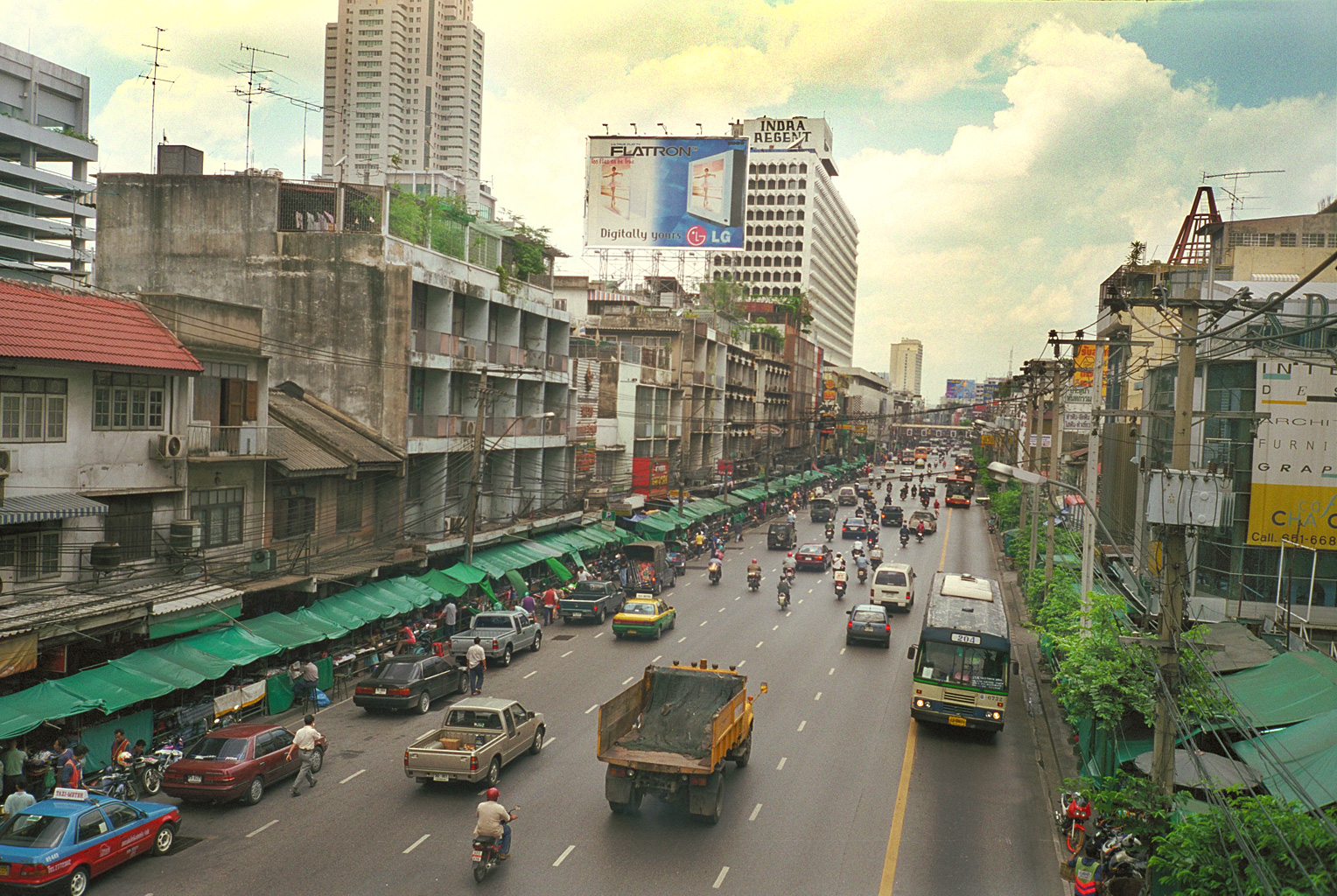
Pratunam-Markt an der Ratchapraropstraße

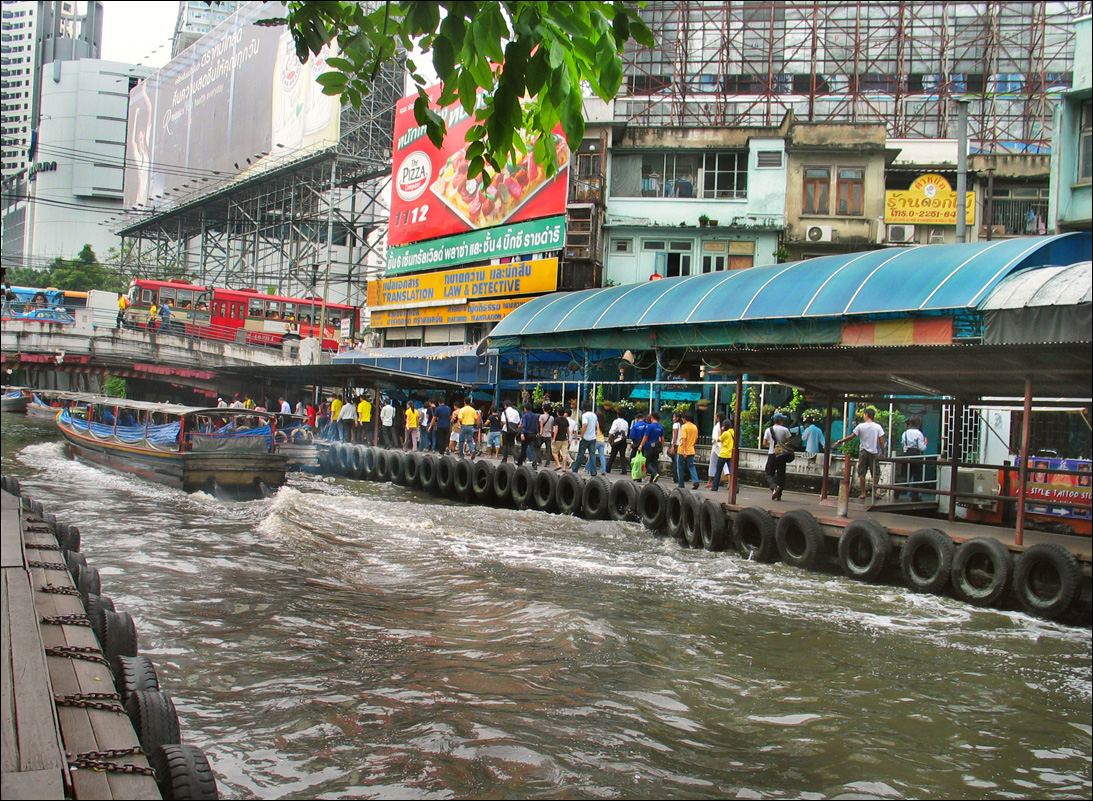
Bootsanleger Khlong Saen Saep nahe Pratunam

Der Pratunam-Markt (in Thai ประตูน้ำ, sprich [pràtuː-náːm], wörtlich: „Tor Wasser“ (Schleuse, Wehr)) ist der größte Markt für Textilien in Thailand. Der Markt befindet sich im Bezirk (Khet) Ratchathewi in Bangkok.

## Angebot
Der Pratunam-Markt gilt neben dem Bobe-Markt (an Kreuzungspunkt der Khlongs Saen Saep und Phadung Krung Kasaem) als wichtigster Textilmarkt in der Stadt. Hier kaufen deshalb nicht nur Einheimische ein, sondern auch ausländische Großhändler und Exporteure. Außerhalb des eigentlichen Marktareals haben sich zahlreiche, meist indische, nahöstliche und afrikanische Exportfirmen niedergelassen, die sich überwiegend auf Textilien spezialisiert haben. 
Neben Textilien und Stoffen bieten die zahlreichen kleineren und größeren Läden auch modische Accessoires, wie Gürtel, Sonnenbrillen, Schuhe, Koffer und Hüte an. 

## Lage und Geschichte
Der Pratunam-Markt liegt in einem der ältesten Teile der Stadt an der Ecke Petchaburi- und Ratchapraropstraße ganz in der Nähe des Indra Regent Hotels und des Baiyoke II-Turms. Auf dem fruchtbaren Gelände wurde in früheren Zeiten hauptsächlich Chinakohl angebaut, bevor man es zu einem Geschäftsviertel umfunktionierte.
Direkt gegenüber der Petchaburistraße liegt die Platinum Fashion Mall und nicht weit entfernt liegt Pantip Plaza, ein Einkaufszentrum für Computer und Elektroartikel.

## Verkehr
Pratunam ist nicht direkt über den Bangkoker Skytrain (BTS) oder die U-Bahn (MRT) zu erreichen, doch liegt das Gebiet nicht weit entfernt von den Skytrain-Stationen Siam, Chidlom und Ratchathewi entfernt.
Unterhalb der Brücke über den Khlong Saen Saep an der Pratunam-Kreuzung (wo die Ratchaprarop- und die Ratchadamri-Straße auf die Phetchaburi-Straße treffen) befindet sich das Zentralpier der wichtigsten Bangkoker Innenstadt-Bootslinie zwischen Phan Fa Lilat am Khlong Mahanak und Bangkapi am Khlong Saen Saep.